# Koeleria embergeri
Koeleria embergeri är en gräsart som beskrevs av Quezel. Koeleria embergeri ingår i släktet tofsäxingar, och familjen gräs. Inga underarter finns listade i Catalogue of Life.